# Línea 46 (Media Distancia)
La línea 46 de Media Distancia es un servicio regional de ferrocarril convencional. Conocida popularmente como Valencia - Albacete - Alcázar de San Juan, es una de las 7 líneas de media distancia de la Comunidad Valenciana, explotada por Renfe Operadora. Su trayecto habitual circula entre Valencia y Alcázar de San Juan. Anteriormente era denominada como línea L3.

## Recorrido
La duración aproximada del trayecto es de 3 horas y 20 minutos entre Valencia y Alcázar e San Juan, y de 1 hora en los servicios entre el trayecto de Albacete y Alcázar de San Juan.